# لشکر ۷۰ پیاده (ایالات متحده آمریکا)
لشکر ۷۰ پیاده (انگلیسی: 70th Infantry Division) لشکر پیاده‌نظام نیروی زمینی ایالات متحده آمریکا است، که در سال ۱۹۴۳ تأسیس شد و در سال ۱۹۴۵ منحل گردید.
یکی از واحدهای ارتش ایالات متحده در جنگ جهانی دوم بود که رهبری پیشروی ارتش هفتم ایالات متحده به آلمان، در جنوب ساربروکن را بر عهده داشت.
لشکر ۷۰ پیاده که در سال ۱۹۴۳ در کمپ آدیر، اورگان فعال شد، در طول جنگ جهانی دوم در جبهه عملیات اروپا خدمت کرد و پس از بازگشت به ایالات متحده، در اکتبر ۱۹۴۵ در کمپ کیلمر، نیوجرسی غیرفعال شد.